# 50721 Waynebailey
50721 Waynebailey è un asteroide della fascia principale. Scoperto nel 2000, presenta un'orbita caratterizzata da un semiasse maggiore pari a 2,4884761 au e da un'eccentricità di 0,1558783, inclinata di 9,49726° rispetto all'eclittica.